# ウィニフレッド・ナイツ
ウィニフレッド・マーガレット・ナイツ（Winifred Margaret Knights、1899年 - 1947年）は英国の画家である。代表作は現在ニュージーランド国立博物館テ・パパ・トンガレワにある"The Marriage at Cana"「カナの婚宴」と、現在テート・ギャラリーが所蔵しているローマ奨学金の受賞作"The Deluge"「大洪水」などである。
ナイツのスタイルはイタリアのクワトロチェント（初期ルネサンスから盛期ルネサンス）の影響を強く受け、1920年代にモダニズムのスタイルの要素を残しつつも、宗教イメージの復活に参加した英国人アーティストの一人だった。ナイツに似たスタイルの画家として、ベン・ニコルソン、スタンリー・スペンサー、エドワード・ワズワースらがいた。

## 経歴
1899年6月5日に南ロンドンのストリーサム郊外に生まれた。1912年から、ダリッジのジェームズ・アレン女学校に通った。ヘンリー・トンクス（第一次世界大戦で顔面を大幅に損傷した傷痍軍人たちのポートレイトを描き続けた画家、1861 - 1937）とフレデリック・ブラウン（1851 - 1941）の指導の下、1915-17年にスレード美術学校で、1918-20年に再び正式な美術教育を受けた。
第一次世界大戦中、1917年1月にナイツはロンドン・シルバータウンでのトリニトロトルエン（TNT）爆発を目の当たりにして心に傷を負った。それにより休学してウスターシャー州の父親のいとこの農場に避難することになった。戦争が終結してスレード校に戻るとナイツは戦争と平和、都市と田舎、そして男性と女性の社会的地位などの個人的なテーマに取り組むようになった。
1919年、ナイツは"Leaving the Munitions Works"を描き、Mill Hands on Strikeでスレード・サマー・コンポジション賞を受賞した。翌年、ナイツは、高い評価を得た絵画"The Deluge"「大洪水」によって、ブリティッシュ・スクール・アット・ローマの奨学金を受賞したイングランドで最初の女性となった。
1920年、ナイツは仲間の学生アーノルド・メイソンとイタリアに引っ越し、ローマの南にある小さな村アンティーコリ・コッラードに住むようになった。1922年、テート・ギャラリーはナイツの作品"Italian Landscape"（1921年）を購入した。

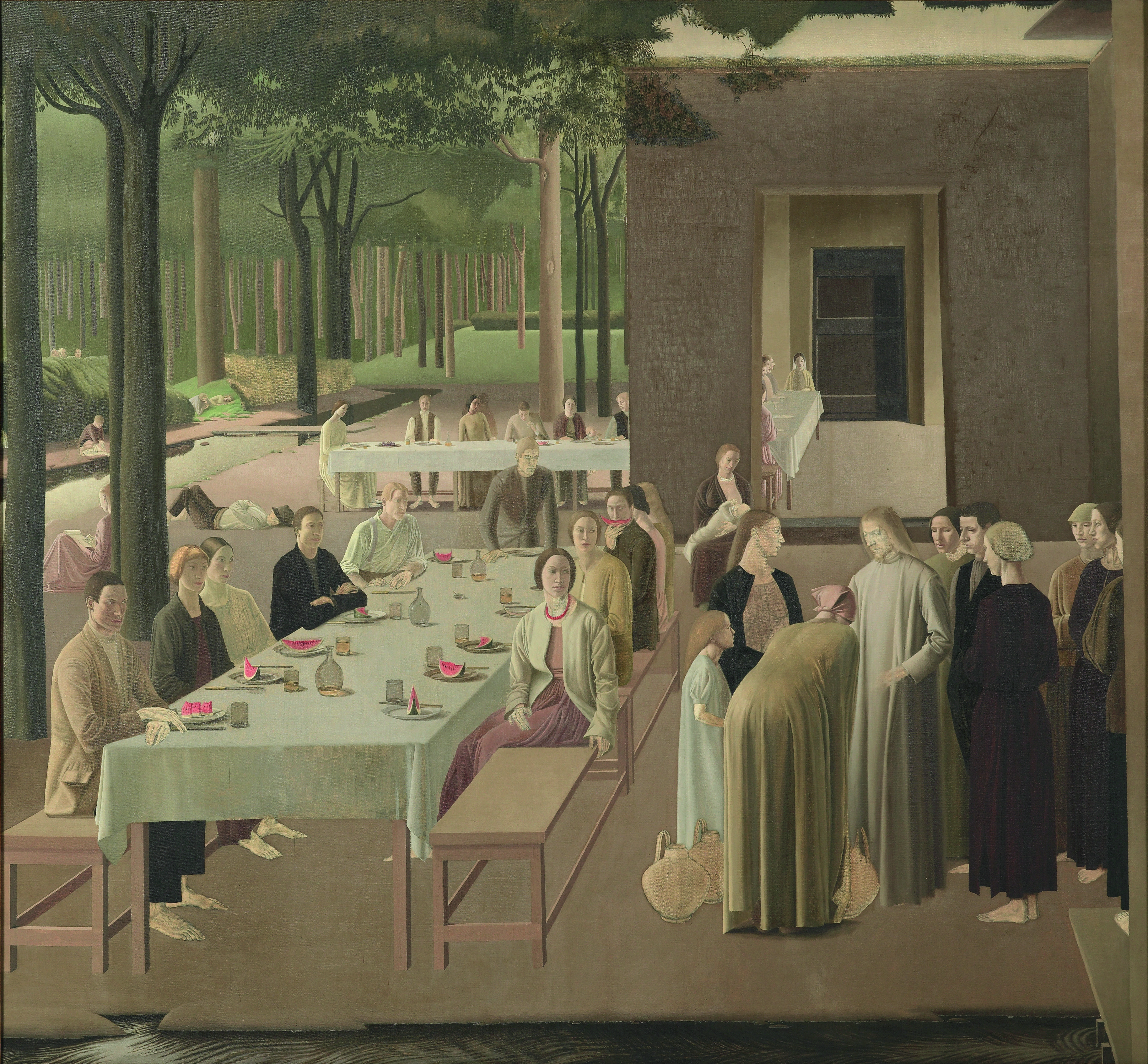
'The Marriage at Cana

彼女は1920年から1925年までローマにいたが、メイソンとの関係が終わると、同じくブリティッシュ・スクール・アット・ローマの奨学生であったウォルター・トーマス・モニントンと1924年4月23日に結婚した。ローマでの最初の主要な作品"The Marriage at Cana"「カナの婚宴」は1923年に完成した。テート・ギャラリーは絵を拒否し、ニュージーランド国立博物館テ・パパ・トンガレワが購入した。
ナイツは1926〜27年にスレードに戻り、ケンジントンの帝国ギャラリーとデュヴィーン・ギャラリーの両方で展示を行った。1928-33年、ナイツはカンタベリー大聖堂のミルナー記念礼拝堂のために祭壇画"Scenes from the Life of St Martin of Tours"を作成した。1929年にナイツは職業画家の協会「ニュー・イングリッシュ・アート・クラブ」に選出されたが、協会の展示には参加しなかった。
1933年、ステファン・コートールド妻ヴァージニアは王室所有地エルサム・パレスの貸借権を買い上げると、ナイツとモニントンに、スウェーデンのインテリアデザイナーであるロルフ・エングストローマとイタリアのデコレーターであるピーター・マラクリーダ侯爵と協力して建物の内装の装飾に取り組むよう委託した。
ナイツは1947年にロンドンで、脳腫瘍により47歳で死亡した。
ウィニフレッド・ナイツの最初の大規模な回顧展は、2016年6月から9月にかけてダリッジ・ピクチャー・ギャラリーで開催された。

## "The Deluge"「大洪水」
ローマ奨学金受給者は油絵かテンペラで6 x 5フィートのノアの洪水の場面を描く課題を課されていた。7月5日から開始して8週間で完成させる必要があった。10人の審査員のパネルにはジョージ・クラウゼン、ジョン・シンガー・サージェント、フィリップ・ウィルソン・スティーア、デイヴィッド・ヤング・キャメロン（スコットランドの銅版画家, 1865 - 1945）がいた。

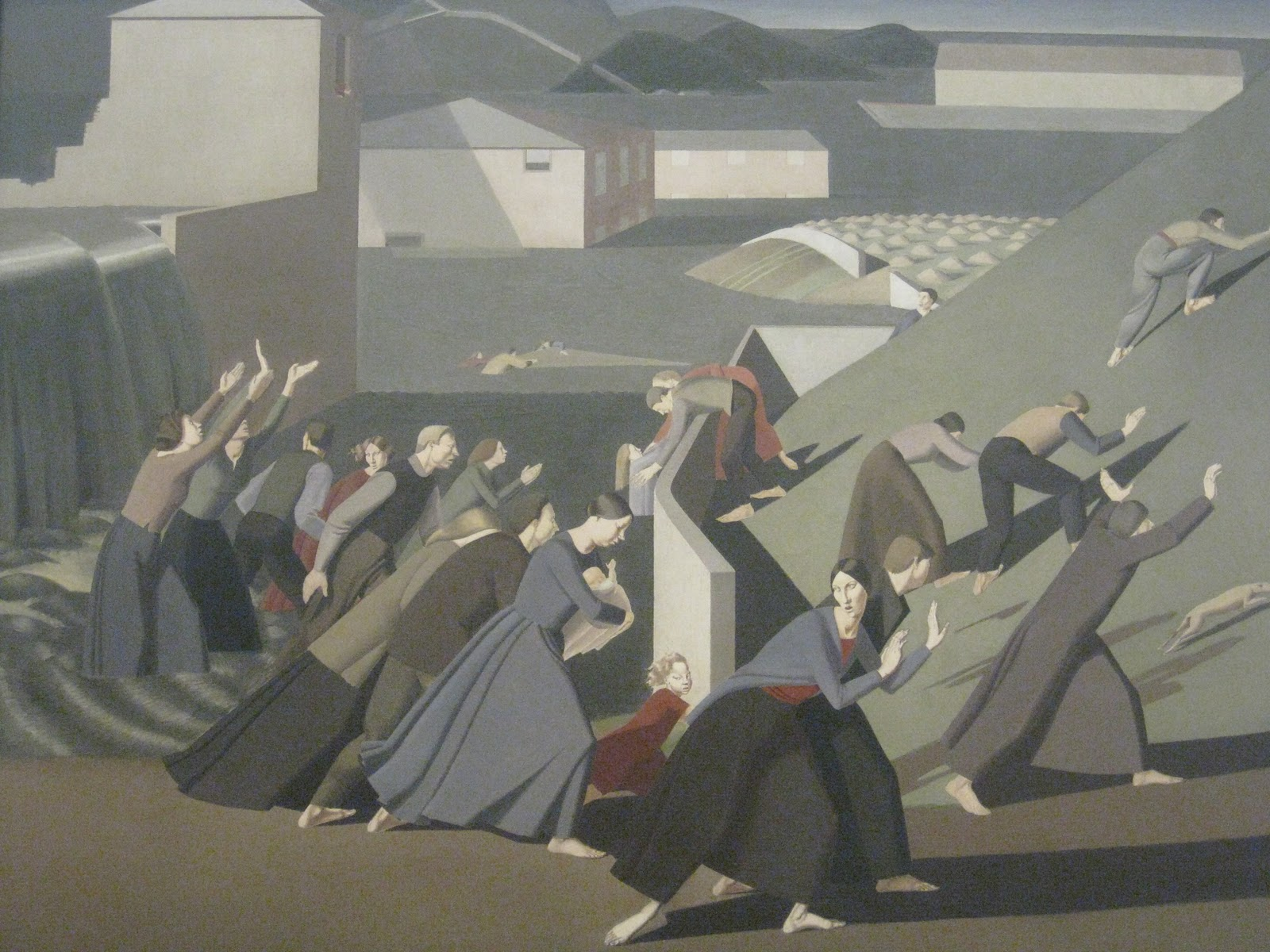
"The Deluge" (1920)

ナイツの大洪水の絵には、箱舟に動物を積み込んでいるノアと家族の前景など、いくつかのバージョンを経て完成した。しかし、時間が足りなくなったために、ナイツは上昇する水から高台に逃げる人々のみを描いて構成を簡素化することを余儀なくされた。そのためノアの方舟は画面右奥に見ることができる。赤ん坊を運ぶ中央の人物のモデルはナイツの母親で、パートナーであったアーノルド・メイソンは、彼女の横の男性と丘の上を歩く男性のモデルとなった。自分自身をモデルとして前部の中央右の人物を描いた。洪水の水はクラパム・コモンの水をヒントにした。"The Deluge"「大洪水」は1925年のパリ万国博覧会のブリティッシュ・パビリオンに展示された。

## 服装
ナイツは独特のドレスで知られていた。19世紀のイタリアの農夫の衣装を様式化したもので、足首の長さの短いスカート、平らなボタン付きブラウス、広い黒い帽子、サンゴのネックレス、イヤリングが特徴だった。
"The Deluge"「大洪水」、"The Marriage at Cana"「カナの婚宴」などのナイツの絵には自画像が含まれている。"The Deluge"「大洪水」の前景部に自身がいるほか、"The Marriage at Cana"「カナの婚宴」ではテーブルの左手側の3番目に座っている人物がナイツである。両方の絵画でナイツは独特の衣装を着用している。